# 施福东
施福东 (1966年—)，教授，主要从事神经免疫和炎性疾病方面的研究工作。担任泛亚多发性硬化治疗和研究委员会委员，入选中华人民共和国教育部2009年度"长江学者"特聘教授、“国家高层次人才”。